# Szeged (nádraží)
Szeged je železniční stanice v maďarském městě Segedín, které se nachází v župě Csongrád-Csanád. Stanice byla otevřena v roce 1854, kdy byla zprovozněna trať mezi Kiskunfélegyházou a  Temešvárem.

## Historie
Stanice byla otevřena 4. března 1854, kdy byla zprovozněna trať z Kiskunfélegyházy přes Segedín do Temešváru v dnešním Rumunsku. V roce 1869 byla otevřena odbočná trať do srbského Somboru a rok později v roce 1870 byla otevřena odbočná trať do nedalekého města Hódmezővásárhely.

## Provozní informace
Stanice má celkem 3 nástupiště a 5 nástupních hran. Ve stanici je možnost zakoupení si jízdenky a je elektrifikovaná střídavým proudem 25 kV, 50 Hz. Provozuje ji společnost MÁV.

## Doprava
Stanice je hlavním nádražím ve městě. Začíná zde několik párů vnitrostátních vlaků InterCity na trase Budapešť–Segedín a jeden pár expresů v trase Segedín–Miškovec. Dále zde začíná osobních vlaků do Békéscsaby, Budapešti, Gyuly a Kiskunfélegyházy.

## Tratě
Stanicí procházejí tyto tratě:
- Segedín–Békéscsaba (MÁV 135)
- Segedín–Subotica (MÁV 136)
- Cegléd–Kiskunfélegyháza–Segedín (MÁV 140)

## Galerie

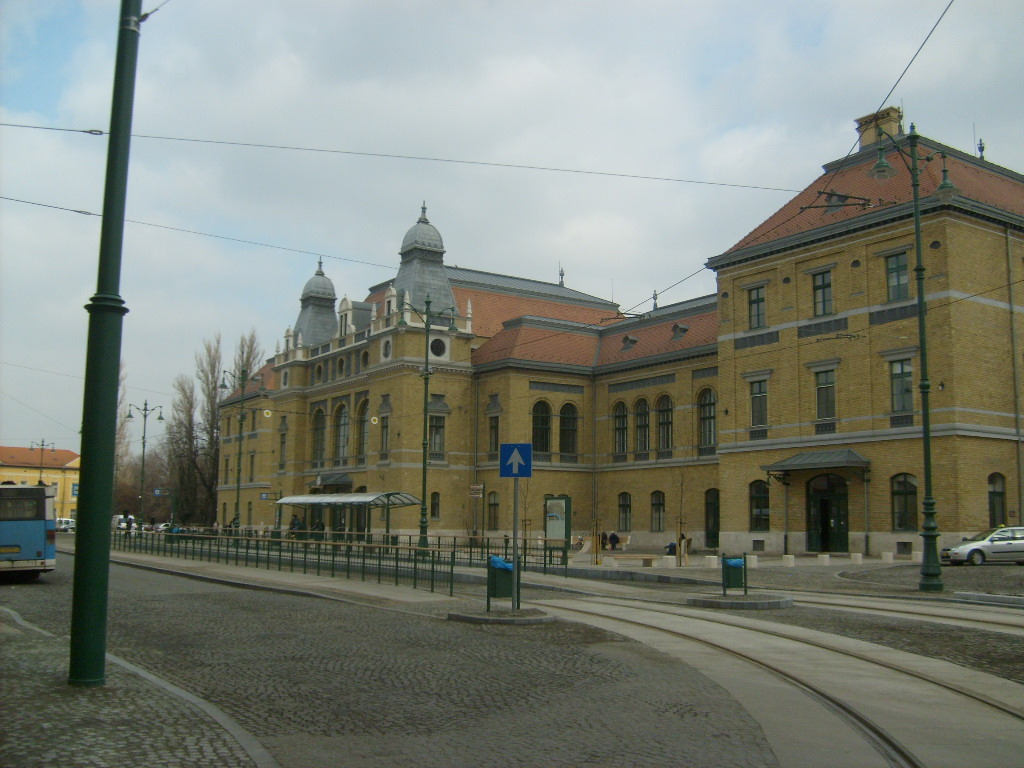
Pohled na staniční budovu
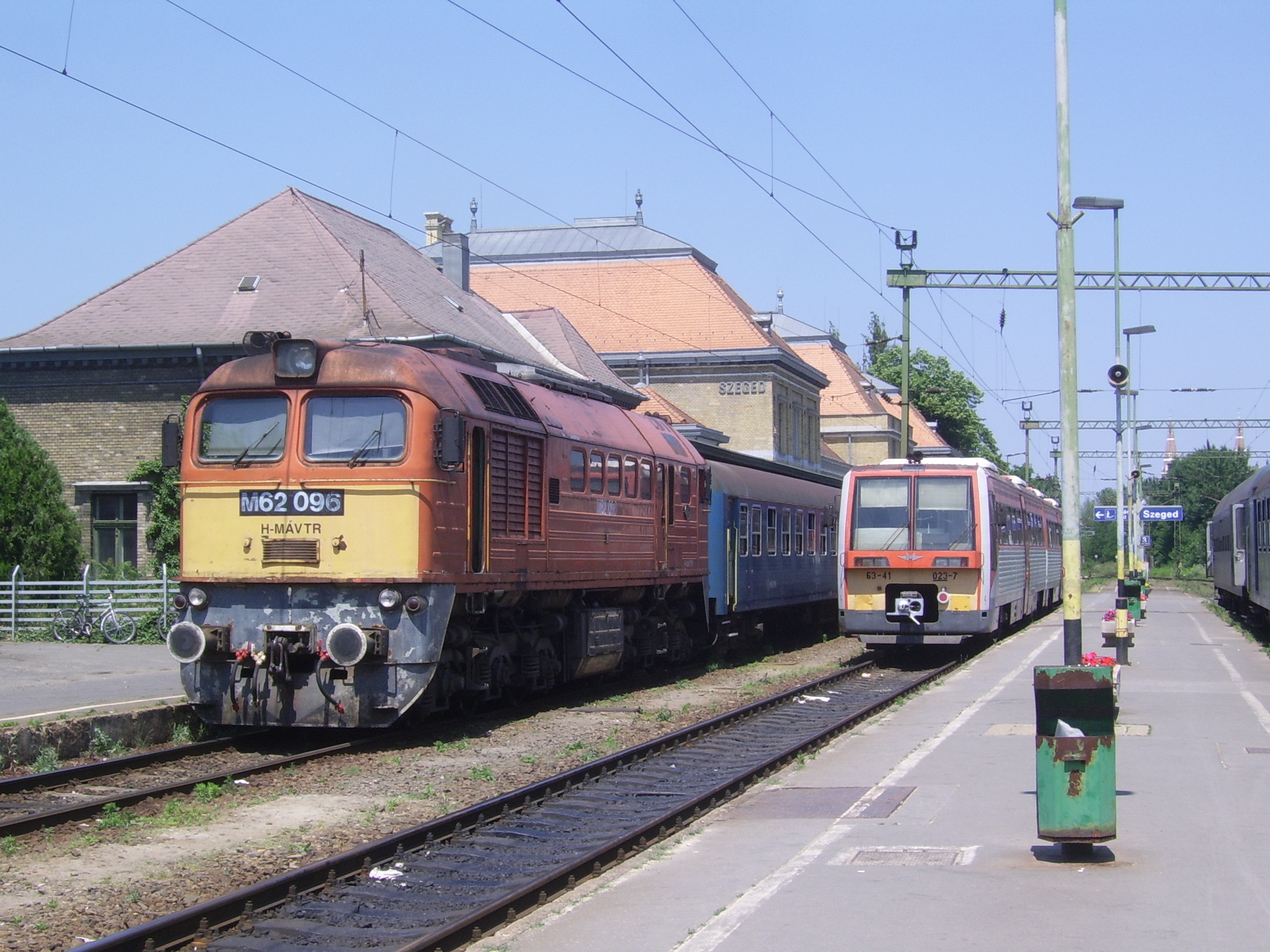
Osobní vlaky ve stanici
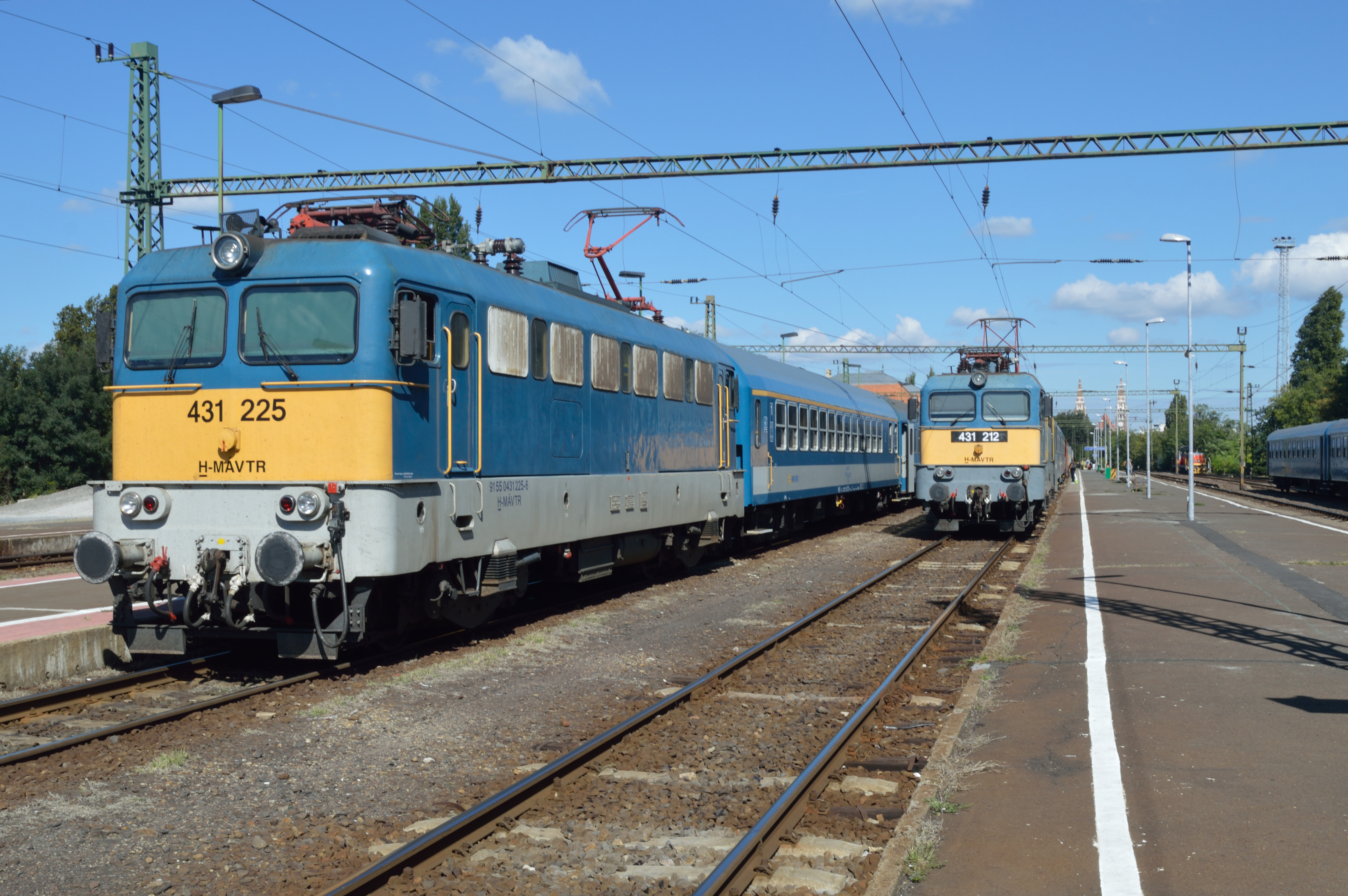
Vlak InterCity ve stanici